# Mecaphesa rothi
Mecaphesa rothi là một loài nhện trong họ Thomisidae.
Loài này thuộc chi Mecaphesa. Mecaphesa rothi được miêu tả năm 1965 bởi Schick.